# El Norte (banda)
El Norte es una banda de pop española, que desarrolló su carrera a finales de la década de 1980 y principios de la de 1990.

## Trayectoria
Con el patrocinio de Julián Ruiz, Sony Music lanza en 1988 su primer álbum titulado La cabaña de la colina. Una de las canciones incluidas en el disco, Entre tú y yo, se convierte en uno de los grandes éxitos melódicos del panorama discográfico español de aquel año y convierte al grupo en uno de los más populares del momento. Especial importancia en la promoción se debe al hecho de que este tema fue utilizado en una campaña publicitaria de una firma de joyería, dado que contenía un juego de palabras que resultó muy útil para este propósito. La canción llega a ser número uno en la lista de los 40 Principales.
Dos años después editan su segundo álbum, El mundo está loco, al que seguiría Tempestad, en 1991. Sin embargo, ninguno de los temas incluidos en el nuevo disco lograron que este segundo trabajo alcanzara la misma repercusión que logró su álbum de estreno, lo que acabó provocando la disolución de la banda.
Coincidiendo su gira Tempestad con la Expo de Sevilla 92, El Norte actúa en la Plaza Sony
Sus siguientes álbumes fueron Sigue siendo de día (2004) y El imperio de los sentidos (2011), disco que supone un giro musicar enfocándose a un Rock más crudo y duro

## Discografía
- La cabaña de la colina (1988).
- El mundo está loco (1990).
- Tempestad (1991).
- Sigue siendo de día (2004).
- El imperio de los sentidos (2011).